# Bulbophyllum nasseri
Bulbophyllum nasseri är en orkidéart som beskrevs av Leslie Andrew Garay. Bulbophyllum nasseri ingår i släktet Bulbophyllum och familjen orkidéer. Inga underarter finns listade i Catalogue of Life.